# آن غايل سيدو
آن غايل سيدو (بالفرنسية: Anne-Gaëlle Sidot)‏ مواليد 24 يوليو 1979 في فرنسا، هي لاعبة كرة مضرب فرنسية سابقة بدأت مسيرتها كمحترفة سنة 1994، اعتزلت اللعب في 2002. أعلى تصنيف لها في الفردي كان المركز الـ 24 في سنة 2000.

## روابط خارجية
- آن غايل سيدو على موقع رابطة محترفات التنس (الإنجليزية)
- آن غايل سيدو على موقع الاتحاد الدولي لكرة المضرب (الإنجليزية)
- آن غايل سيدو على موقع كأس بيلي جين كينغ (الإنجليزية)
- آن غايل سيدو على موقع بطولة ويمبلدون (الإنجليزية)
- آن غايل سيدو على موقع خلاصة التنس.كوم (الإنجليزية)